# Павильон № 29 «Цветоводство и озеленение» на ВДНХ
Павильон «Цветоводство и озеленение» — 29-й павильон ВДНХ, построенный в 1969—1971 годах.

## История
Павильон был построен в 1969—1971 годах по проекту архитекторов Л. М. Мариновского, И. М. Виноградского, А. М. Рыдаева, Г. В. Астафьева, В. А. Никитина и Н. В. Богдановой в стиле советского модернизма. Прежде на его месте находилась оранжерея субтропических культур, построенная в 1939 году ещё в составе довоенной выставки, реконструированная в 1950-е годы, но в итоге снесённая. Павильон состоит из трёх объёмов — самого крупного центрального, и пристроенных к нему с двух сторон зала-оранжереи и кино-лекционного зала, в котором также расположены хозяйственные помещения. Здание облицовано мрамором, на фасадах расположены узкие щелевидные окна.
Экспозиция павильона была посвящена достижениям озеленительных организаций, ботанических садов, проектных институтов Советского Союза и делилась по территориальному признаку. В отдельных залах (расположенных в боковых частях павильона) действовали оранжерея и кино-лекционный зал. Площадка рядом с павильоном была отведена под участок для выращивания различных садоводческих культур, которые дополняли экспозицию павильона. Экспозиция была упразднена в 1990-е годы, после чего павильон был занят торговлей. 
В 2013 году в павильоне, в соответствии с его изначальной тематикой, открылась Школа садоводов и ландшафтных дизайнеров. 
Первого декабря 2017 года павильон закрылся на капитальный ремонт, который завершился в мае 2021 года. Были отремонтированы фасады, кровля, интерьеры и четыре декоративных бассейна, заменены витражные окна, а также установлены системы водо- и электроснабжения, отопления, вентиляции и пожарно-охранной сигнализации. 
На базе павильона организован эколого-просветительский центр «Цветоводство», предназначенный для проведения лекций, семинаров, выставок, экскурсий и фестивалей по темам, связанным с экологией, цветоводством и озеленением. Посетители могут познакомиться с уникальными объектами флоры и фауны, понаблюдать за жизнью муравьев в формикарии «Дом муравья», узнать побольше о бабочках в арт-павильоне «Метаморфозы природы», а также посетить голографический кинотеатр, кинотеатр-лекторий, кафе-оранжерею, цветочную фотобудку. Первоначальный облик павильона можно увидеть на исторической выставке.